# رقروق مصري
الرقروق المصري أو الخشين أو الرعل (باللاتينية: Helianthemum aegyptiacum) نوع نباتي يتبع جنس الرقروق من الفصيلة القريضية.

## الموئل والانتشار
النبات واطن في بلاد الشام ومصر والمغرب العربي وإسبانيا واليونان وتركيا وإيران.

## مرادفات للاسم العلمي
- (باللاتينية: Cistus aegypticus L.)
- (باللاتينية: Helianthemum clandestinum Pourr. ex Willk. & Lange)
- (باللاتينية: Helianthemum inflatum Moench)